# サバの味噌煮

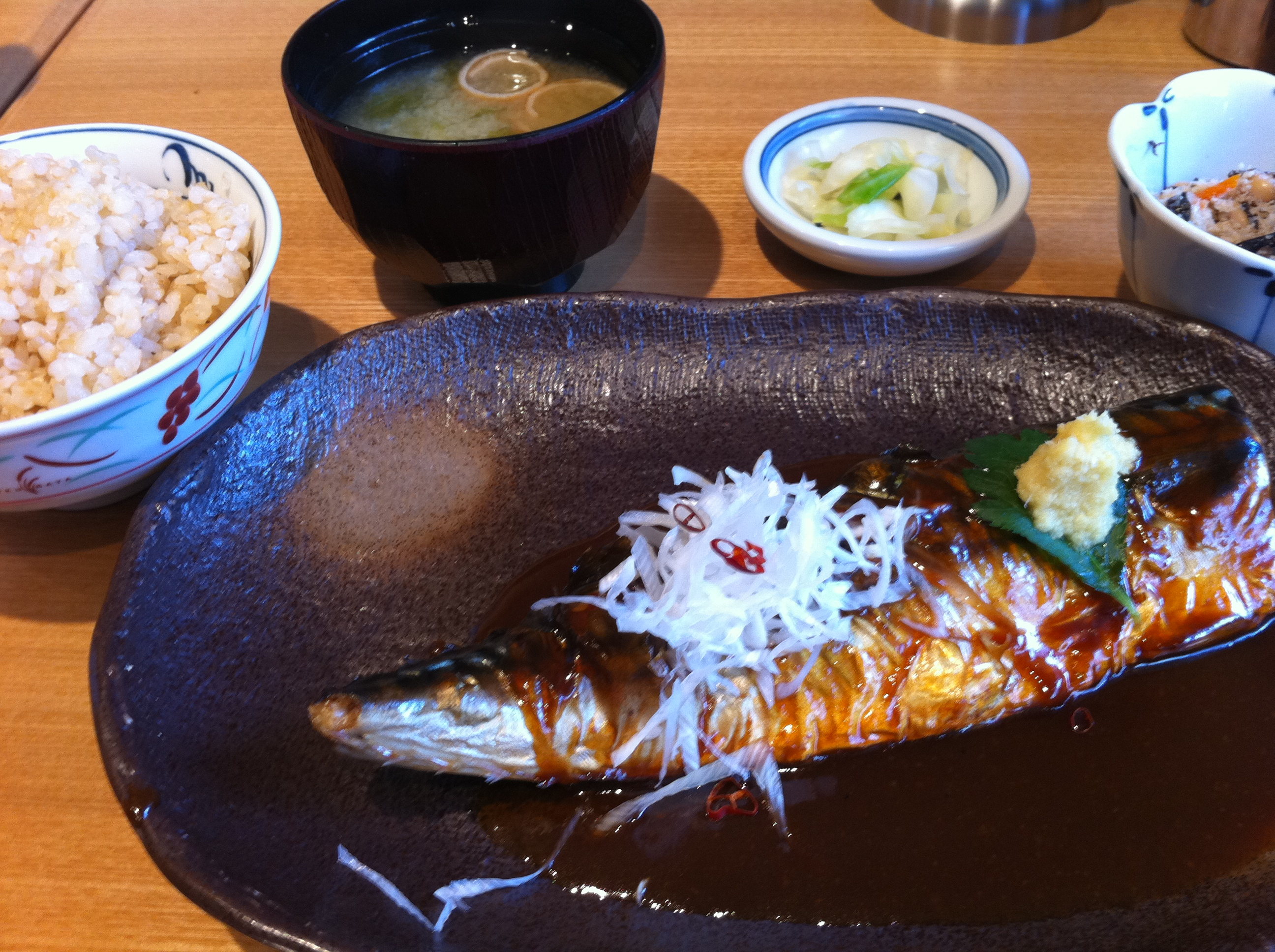
定食の主菜として供されるサバの味噌煮

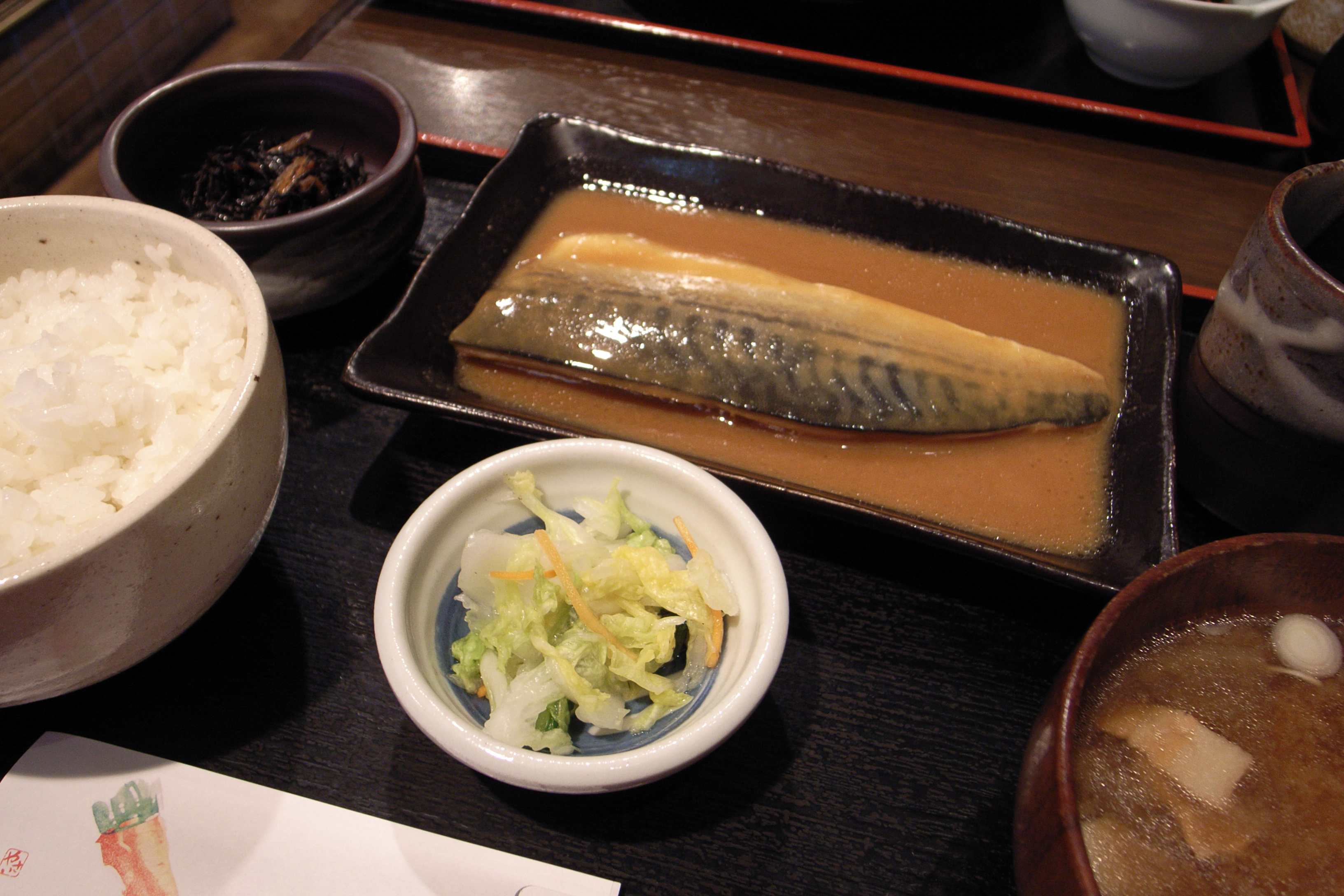
サバの味噌煮の定食

サバの味噌煮（サバのみそに）は、サバの切り身を味噌などの調味料で煮込んだ日本の魚料理。味の濃い味噌と砂糖、酒、みりん、生姜などでサバを煮込むというのが基本的な調理法。日本のサバ料理として代表的なもののひとつ であり、濃い目の味付けのため白米との相性が良いおかずのひとつとされる。味噌で煮ることにより鯖の強い臭みが消える効果がある。さばみそと略されることもある。
なお、サバの味噌煮は全国区ではなく、関ヶ原を境として主に中部圏と東日本で食べられる調理法である。西日本ではサバの醤油煮が主流である。

## 加工品として
サバの缶詰の一種に、味噌と砂糖を中心に調製した調味液の入った味噌煮缶詰がある。日本の食品メーカのマルハニチロ、マルコメ がサバの味噌煮の缶詰を販売している。日魯漁業（現マルハニチロ）は昭和30年代にさば水煮缶の販売を始めた。サバの味噌煮真空パックも販売されている。
2012年、エス株式会社により受験生が勉強しながら食べられるガムを作ろうという思いのもと「鯖みそガム」が開発された。モスバーガーは2013年10月29日から2014年3月下旬まで、期間限定で鯖の味噌煮をはさんだモスライスバーガー「さば味噌 骨までやわらか仕込み」を販売していた。他にも、福島県伊達郡国見町で鯖の味噌煮を挟んだ「国見バーガー」がご当地グルメとして紹介されている。